# Ministri della difesa del Regno di Danimarca
I Ministri della difesa del Regno di Danimarca dal 1905 ad oggi sono i seguenti. Benché la carica di Ministro della difesa sia stata istituita già nel 1905, fino al 1950 questa figura era la responsabile di due ministeri differenti, quello della guerra e quello della Marina; solamente nel 1950 venne creato un apposito ministero della difesa.

## Lista
| Ministro            | Ministro          | Ministro                                    | Partito                           | Governo                       | Mandato           | Mandato           |
| Ministro            | Ministro          | Ministro                                    | Partito                           | Governo                       | Inizio            | Fine              |
| ------------------- | ----------------- | ------------------------------------------- | --------------------------------- | ----------------------------- | ----------------- | ----------------- |
| Difesa              |                   |                                             |                                   |                               |                   |                   |
|                     |                   | Jens Christian Christensen (1856-1930)      | Partito della Sinistra Riformista | Christensen I                 | 14 gennaio 1905   | 24 luglio 1908    |
| Christensen II      | 24 luglio 1908    | Jens Christian Christensen (1856-1930)      | Partito della Sinistra Riformista | 12 ottobre 1908               |                   |                   |
|                     |                   | Niels Thomasius Neergaard (1854-1936)       | Sinistra Moderata                 | Neergaard I                   | 12 ottobre 1908   | 16 agosto 1909    |
|                     |                   | Jens Christian Christensen (1856-1930)      | Partito della Sinistra Riformista | Holstein-Ledreborg            | 16 agosto 1909    | 18 ottobre 1909   |
|                     |                   | Ludvig Holstein-Ledreborg (1839-1912)       | Sinistra Moderata                 | Holstein-Ledreborg            | 18 ottobre 1909   | 28 ottobre 1909   |
|                     |                   | Carl Theodor Zahle (ad interim) (1866-1946) | Sinistra Radicale                 | Zahle I                       | 28 ottobre 1909   | 22 novembre 1909  |
|                     |                   | Christopher Krabbe (1833-1913)              | Sinistra Radicale                 | Zahle I                       | 22 novembre 1909  | 5 luglio 1910     |
|                     |                   | Klaus Berntsen (1844-1927)                  | Venstre                           | Berntsen                      | 5 luglio 1910     | 21 giugno 1913    |
|                     |                   | Peter Rochegune Munch (1870-1948)           | Sinistra Radicale                 | Zahle II                      | 21 giugno 1913    | 30 marzo 1920     |
|                     |                   | Henri Konow (1862-1939)                     | Indipendente                      | Liebe                         | 30 marzo 1920     | 5 aprile 1920     |
|                     |                   | Michael Pedersen Friis (1857-1944)          | Indipendente                      | Friis                         | 5 aprile 1920     | 5 maggio 1920     |
|                     |                   | Klaus Berntsen (1844-1927)                  | Venstre                           | Neergaard II                  | 5 maggio 1920     | 9 ottobre 1922    |
|                     |                   | Søren Brorsen (1875-1961)                   | Venstre                           | Neergaard III                 | 9 ottobre 1922    | 23 aprile 1924    |
|                     |                   | Laust Rasmussen (1862-1941)                 | Federazione Socialdemocratica     | Stauning I                    | 23 aprile 1924    | 14 dicembre 1926  |
|                     |                   | Søren Brorsen (1875-1961)                   | Venstre                           | Madsen-Mygdal                 | 14 dicembre 1926  | 30 aprile 1929    |
|                     |                   | Laust Rasmussen (1862-1941)                 | Federazione Socialdemocratica     | Stauning II                   | 30 aprile 1929    | 24 novembre 1932  |
|                     |                   | Hans Peter Hansen (1872-1953)               | Federazione Socialdemocratica     | Stauning II                   | 24 novembre 1932  | 31 maggio 1933    |
|                     |                   | Thorvald Stauning (1873-1942)               | Federazione Socialdemocratica     | Stauning II                   | 31 maggio 1933    | 4 novembre 1935   |
|                     |                   | Alsing Andersen (1893-1962)                 | Federazione Socialdemocratica     | Stauning III                  | 4 novembre 1935   | 15 settembre 1939 |
| Stauning IV         | 15 settembre 1939 | Alsing Andersen (1893-1962)                 | Federazione Socialdemocratica     | 10 aprile 1940                |                   |                   |
| Stauning V          | 10 aprile 1940    | Alsing Andersen (1893-1962)                 | Federazione Socialdemocratica     | 8 luglio 1940                 |                   |                   |
| vacante             | vacante           | vacante                                     | vacante                           | Stauning VI                   | 8 luglio 1940     | 4 maggio 1942     |
|                     |                   | Søren Brorsen (1875-1961)                   | Venstre                           | Buhl I                        | 4 maggio 1942     | 9 novembre 1942   |
| Scavenius           | 9 novembre 1942   | Søren Brorsen (1875-1961)                   | Venstre                           | 5 maggio 1945                 |                   |                   |
|                     |                   | Ole Bjørn Kraft (1893-1980)                 | Partito Popolare Conservatore     | Buhl II                       | 5 maggio 1945     | 7 novembre 1945   |
|                     |                   | Harald Petersen (1893-1970)                 | Venstre                           | Kristensen                    | 7 novembre 1945   | 13 novembre 1947  |
|                     |                   | Hans Rasmus Hansen (1896-1971)              | Federazione Socialdemocratica     | Hedtoft I                     | 13 novembre 1947  | 16 settembre 1950 |
| Hedtoft II          | 16 settembre 1950 | Hans Rasmus Hansen (1896-1971)              | Federazione Socialdemocratica     | 30 ottobre 1950               |                   |                   |
|                     |                   | Harald Petersen (1893-1970)                 | Venstre                           | Eriksen                       | 30 ottobre 1950   | 30 settembre 1953 |
|                     |                   | Hans Rasmus Hansen (1896-1971)              | Federazione Socialdemocratica     | Hedtoft III                   | 30 settembre 1953 | 1º febbraio 1955  |
| Hansen I            | 1º febbraio 1955  | Hans Rasmus Hansen (1896-1971)              | Federazione Socialdemocratica     | 25 maggio 1956                |                   |                   |
| Hansen I            |                   |                                             | Poul Hansen (1913-1966)           | Federazione Socialdemocratica | 25 maggio 1956    | 28 maggio 1957    |
| Hansen II           | 28 maggio 1957    | 21 febbraio 1960                            | Poul Hansen (1913-1966)           | Federazione Socialdemocratica |                   |                   |
| Kampmann I          | 21 febbraio 1960  | 18 novembre 1960                            | Poul Hansen (1913-1966)           | Federazione Socialdemocratica |                   |                   |
| Kampmann II         | 18 novembre 1960  | 3 settembre 1962                            | Poul Hansen (1913-1966)           | Federazione Socialdemocratica |                   |                   |
| Krag I              | 3 settembre 1962  | 15 novembre 1962                            | Poul Hansen (1913-1966)           | Federazione Socialdemocratica |                   |                   |
| Krag I              |                   |                                             | Victor Gram (1910-1969)           | Socialdemocrazia              | 15 novembre 1962  | 26 settembre 1964 |
| Krag II             | 26 settembre 1964 | 2 febbraio 1968                             | Victor Gram (1910-1969)           | Socialdemocrazia              |                   |                   |
|                     |                   | Erik Ninn-Hansen (1922-2014)                | Partito Popolare Conservatore     | Baunsgaard                    | 2 febbraio 1968   | 17 marzo 1971     |
|                     |                   | Knud Østergaard (1922-1993)                 | Partito Popolare Conservatore     | Baunsgaard                    | 17 marzo 1971     | 11 ottobre 1971   |
|                     |                   | Kjeld Olesen (1932)                         | Socialdemocrazia                  | Krag III                      | 11 ottobre 1971   | 5 ottobre 1972    |
| Jørgensen I         | 5 ottobre 1972    | Kjeld Olesen (1932)                         | Socialdemocrazia                  | 27 settembre 1973             |                   |                   |
| Jørgensen I         |                   |                                             | Orla Møller (1916-1979)           | Socialdemocrazia              | 27 settembre 1973 | 19 dicembre 1973  |
|                     |                   | Erling Brøndum (1930-2017)                  | Venstre                           | Hartling                      | 19 dicembre 1973  | 13 febbraio 1975  |
|                     |                   | Orla Møller (1916-1979)                     | Socialdemocrazia                  | Jørgensen II                  | 13 febbraio 1975  | 1° ottobre 1977   |
|                     |                   | Poul Søgaard (1923-2016)                    | Socialdemocrazia                  | Jørgensen II                  | 1° ottobre 1977   | 30 agosto 1978    |
| Jørgensen III       | 30 agosto 1978    | Poul Søgaard (1923-2016)                    | Socialdemocrazia                  | 26 ottobre 1979               |                   |                   |
| Jørgensen IV        | 26 ottobre 1979   | Poul Søgaard (1923-2016)                    | Socialdemocrazia                  | 30 dicembre 1981              |                   |                   |
| Jørgensen V         | 30 dicembre 1981  | Poul Søgaard (1923-2016)                    | Socialdemocrazia                  | 10 settembre 1982             |                   |                   |
|                     |                   | Hans Engell (1948)                          | Partito Popolare Conservatore     | Schlüter I                    | 10 settembre 1982 | 10 settembre 1987 |
|                     |                   | Bernt Johan Collet (1941)                   | Partito Popolare Conservatore     | Schlüter II                   | 10 settembre 1987 | 3 giugno 1988     |
|                     |                   | Knud Enggaard (1929-2024)                   | Venstre                           | Schlüter III                  | 3 giugno 1988     | 8 dicembre 1990   |
| Schlüter IV         | 8 dicembre 1990   | Knud Enggaard (1929-2024)                   | Venstre                           | 25 gennaio 1993               |                   |                   |
|                     |                   | Hans Hækkerup (1945-2013)                   | Socialdemocrazia                  | Nyrup Rasmussen I             | 25 gennaio 1993   | 27 settembre 1994 |
| Nyrup Rasmussen II  | 27 settembre 1994 | Hans Hækkerup (1945-2013)                   | Socialdemocrazia                  | 30 dicembre 1996              |                   |                   |
| Nyrup Rasmussen III | 30 dicembre 1996  | Hans Hækkerup (1945-2013)                   | Socialdemocrazia                  | 23 marzo 1998                 |                   |                   |
| Nyrup Rasmussen IV  | 23 marzo 1998     | Hans Hækkerup (1945-2013)                   | Socialdemocrazia                  | 21 dicembre 2000              |                   |                   |
| Nyrup Rasmussen IV  |                   |                                             | Jan Trøjborg (1955-2012)          | Socialdemocrazia              | 21 dicembre 2000  | 27 novembre 2001  |
|                     |                   | Svend Aage Jensby (1940)                    | Venstre                           | Fogh Rasmussen I              | 27 novembre 2001  | 24 aprile 2004    |
|                     |                   | Søren Gade (1963)                           | Venstre                           | Fogh Rasmussen I              | 24 aprile 2004    | 18 febbraio 2005  |
| Fogh Rasmussen II   | 18 febbraio 2005  | Søren Gade (1963)                           | Venstre                           | 23 novembre 2007              |                   |                   |
| Fogh Rasmussen III  | 23 novembre 2007  | Søren Gade (1963)                           | Venstre                           | 5 aprile 2009                 |                   |                   |
| Løkke Rasmussen I   | 5 aprile 2009     | Søren Gade (1963)                           | Venstre                           | 23 febbraio 2010              |                   |                   |
| Løkke Rasmussen I   |                   |                                             | Gitte Lillelund Bech (1969)       | Venstre                       | 23 febbraio 2010  | 3 ottobre 2011    |
|                     |                   | Nick Hækkerup (1968)                        | Socialdemocratici                 | Thorning-Schmidt I            | 3 ottobre 2011    | 9 agosto 2013     |
|                     |                   | Nicolai Wammen (1971)                       | Socialdemocratici                 | Thorning-Schmidt I            | 9 agosto 2013     | 3 febbraio 2014   |
| Thorning-Schmidt II | 3 febbraio 2014   | Nicolai Wammen (1971)                       | Socialdemocratici                 | 28 giugno 2015                |                   |                   |
|                     |                   | Carl Holst (1970)                           | Venstre                           | Løkke Rasmussen II            | 28 giugno 2015    | 30 settembre 2015 |
|                     |                   | Peter Christensen (1975-2025)               | Venstre                           | Løkke Rasmussen II            | 30 settembre 2015 | 28 novembre 2016  |
|                     |                   | Claus Hjort Frederiksen (1947)              | Venstre                           | Løkke Rasmussen III           | 28 novembre 2016  | 27 giugno 2019    |
|                     |                   | Trine Bramsen (1981)                        | Socialdemocrazia                  | Frederiksen I                 | 27 giugno 2019    | 4 febbraio 2022   |
|                     |                   | Morten Bødskov (1970)                       | Socialdemocrazia                  | Frederiksen I                 | 4 febbraio 2022   | 15 dicembre 2022  |
|                     |                   | Jakob Ellemann-Jensen (1973)                | Venstre                           | Frederiksen II                | 15 dicembre 2022  | 22 agosto 2023    |
|                     |                   | Troels Lund Poulsen (1976)                  | Venstre                           | Frederiksen II                | 22 agosto 2023    | in carica         |

### Esplicative
1. 1 2 3 4 5  Ricopre anche la carica di Presidente del Consiglio.
2. ↑  Ricopre anche la carica di Ministro di Stato.
3. ↑  Dopo la Rivolta di agosto contro l'occupazione nazista, il primo ministro Erik Scavenius presentò le sue dimissioni il 29 agosto 1943, che vennero tuttavia respinte dal re Cristiano X di Danimarca. Nonostante quindi il governo rimanesse formalmente al potere, le sue funzioni vennero assolte dal cosiddetto Governo dei Capi dipartimento, in cui i direttori dei vari ministeri assunsero effettivamente il potere.
4. 1 2  Ricopre anche la carica di Ministro per la cooperazione nordica.
5. ↑  Ricopre anche la carica di Viceministro di Stato dal 23 ottobre 2023 e di Ministro dell'economia dalla stessa data fino al 22 novembre 2023.